# Ухоу
Ухо́у (кит. упр. 武侯, пиньинь Wǔhóu) — район городского подчинения города субпровинциального значения Чэнду провинции Сычуань (КНР). Район назван по находящемуся на его территории храму предков Улянского хоу.

## История
Район был образован в 1991 году.

## Достопримечательности
- Храм предков Улянского хоу

## Административное деление
Район Ухоу делится на 17 уличных комитетов.